# HORIZON (D'espairsRayの曲)
「HORIZON」（ホライズン）は、ヴィジュアル系ロックバンドD'espairsRayの12枚目のシングル。2008年12月3日発売。

## 概要
初回盤には表題曲「HORIZON」のPVを収録したDVD付。また初回盤、通常盤ともにそれぞれ4種類の異なるフォトカードが1枚ずつ封入されている。

## 収録曲
1. HORIZON
（作詞：HIZUMI 作曲：Karyu）
  - 「BRILLIANT」と同時期に製作されていた楽曲。ライブでも何度か演奏されていた。シングル化にあたり、シャウト部分をすべてラップに入れ替えている。
2. Bullet
（作詞：HIZUMI 作曲：Karyu）
  - 「HORIZON」とは打って変わって破壊的なサウンドが目立つ激しいナンバー。HIZUMI曰く「シングル曲を書く反動で破壊的なものに仕上がった」とのこと。とにかく何も考えずに作ったため、メンバーによれば演奏が非常に大変だという。
3. 闇に降る奇跡-Classical White Ver.-
（作詞：HIZUMI 作曲：Karyu）
  - 通常盤にのみ収録された曲。アルバム『BORN』に収録されていたナンバーをピアノ、ヴァイオリンでアレンジしたもの。D'espairsRayのブログにアップされていた「凍える夜に咲いた花」のピアノアレンジ版を聴いたメンバーが感動し、製作に至ったという。